# Communauté Saint-Jean
Pour les articles homonymes, voir CSJ.
La Communauté Saint-Jean ou Famille Saint-Jean regroupe trois congrégations religieuses : les Frères de Saint-Jean, les Sœurs apostoliques de Saint-Jean et les Sœurs contemplatives de Saint-Jean, ainsi que des oblats (laïcs qui suivent cette spiritualité). Ces communautés, bien que séparées et indépendantes dans leur fonctionnement, partagent une histoire et une spiritualité communes. Elles furent fondées par Marie-Dominique Philippe en 1975 pour les frères, 1982 pour les sœurs contemplatives et 1984 pour les sœurs apostoliques.
La spiritualité de la Famille Saint-Jean repose principalement sur les écrits de saint Jean l'Évangéliste. Les membres de chaque congrégation vivent une vie communautaire, rythmée par la prière et l'apostolat. La formation intellectuelle, notamment en philosophie et théologie, occupe également une place importante dans la vie des membres.
Depuis 1986, la congrégation des frères de Saint-Jean, plus souvent appelée Communauté des Frères de Saint-Jean, est un institut religieux de droit diocésain dépendant de l'évêque d'Autun (France), c'est-à-dire sous l'autorité de l'Église catholique locale. De même pour les sœurs apostoliques depuis 1993. Quant aux sœurs contemplatives, elles ont initialement été fondées comme institut de droit diocésain, dépendant du diocèse de Lyon, mais dépendent maintenant également de l'évêque d'Autun.
Le fondateur de la Communauté Saint-Jean, Marie-Dominique Philippe, fait l'objet d'accusations de dérive sectaire et d'abus sexuels. Par ailleurs, plusieurs membres de la Communauté Saint-Jean sont reconnus coupables d'agressions sexuelles dont des viols sur adultes, mineurs ou personnes fragiles.

## Histoire

### Fondation à Fribourg en 1975
En 1975, un groupe de cinq étudiants de l'université de Fribourg demande au père Marie-Dominique Philippe d'être leur père spirituel. Sur le conseil de Marthe Robin, il les accompagne dans leur souhait de vie monastique.
En 1978, ce groupe est rattaché pour six ans ad experimentum à l'abbaye cistercienne de Lérins, ses membres en étant oblats, et prend le nom de Communauté Saint-Jean.

### Premières implantations
Le premier prieuré est ouvert en 1981 à Cotignac (Notre-Dame-de-Grâces) à la demande de Gilles Barthe, évêque de Fréjus-Toulon.
En 1982, Marie-Dominique Philippe, cessant d'exercer comme professeur à Fribourg, quitte la Suisse. La jeune communauté le suit et s'installe à Rimont, en Bourgogne, où se trouve toujours sa maison mère. Puis le noviciat est ouvert en 1983 à Saint-Jodard (diocèse de Lyon). Il ferme en 2021.
La communauté connaît jusque dans les années 2000 une phase d'expansion avec de nombreuses fondations en France (La Chaise-Dieu, Murat, Pellevoisin, Orléans, Boulogne-Billancourt, etc.). Elle ouvre aussi des implantations à l'étranger, notamment à Taïwan, Genève et progressivement sur les cinq continents.

### Naissance de la Famille Saint-Jean

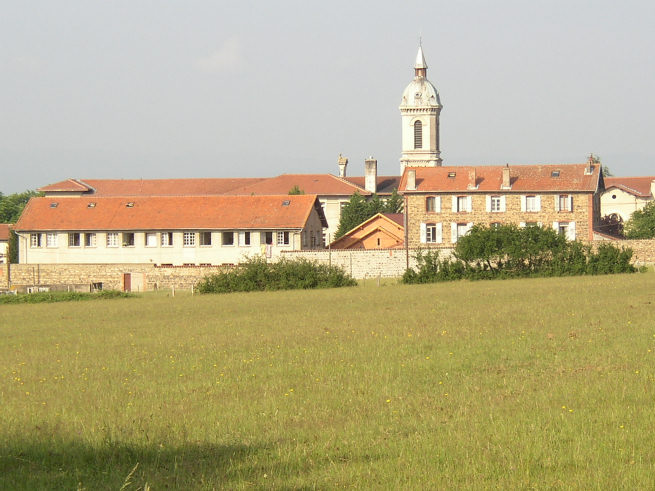
Noviciat et prieuré d'études philosophiques à Saint-Jodard (Loire).

À ses débuts, la Communauté Saint-Jean est uniquement masculine, mais de nombreuses personnes gravitent autour. Des laïcs s'engagent comme oblats dès 1981, continuant leur vie dans le monde tout en étant proches de la communauté. Alix Parmentier, ancienne secrétaire de Marie-Dominique Philippe à Fribourg, fonde avec lui une communauté de sœurs contemplatives en 1982, mais rapidement, certaines se sentant une fibre plus active se séparent et fondent la communauté des sœurs apostoliques (en 1984).

### Mises en cause de la communauté (2001-2009)
Dans les années 2000, la Famille Saint-Jean connaît un certain nombre de difficultés, marquées par des départs et l'obligation de se restructurer. Une dizaine de frères, contestant la part trop importante de l'enseignement de Marie-Dominique Philippe par rapport à d'autres théologiens ou philosophes, partent chez les dominicains après le chapitre général de 2001. C'est pendant cette période, en 2000, que le cardinal Lustiger retire à la congrégation la charge de l'aumônerie du collège Stanislas de Paris. Ils ont également dû quitter le collège de La Salle Passy Buzenval situé à Rueil-Malmaison. Il est alors reproché à la communauté un manque de discernement dans son recrutement. En 2001, Marie-Dominique Philippe laisse le gouvernement de la communauté à un deuxième prieur général élu, le père Jean-Pierre-Marie Guérin-Boutaud.
Marie-Dominique Philippe cesse d'enseigner en 2003 à la suite de la demande de la hiérarchie, pour une « mise en conformité avec le droit ordinaire qui règle l'âge des enseignants (il a 91 ans) et pour permettre un renouvellement du corps des enseignants au studium de Rimont », précise Pierre Calimé, porte-parole de l'évêque d'Autun. En 2004, Joseph Madec, ancien évêque de Fréjus-Toulon accompagne la communauté comme assistant religieux avec Hubert Niclasse, ancien prieur de la province dominicaine de Suisse.
En juin 2009, le cardinal Barbarin, évêque ordinaire des sœurs contemplatives, démet de ses fonctions les sœurs chargées du gouvernement, dont la fondatrice, sœur Alix, après avoir constaté des dérives sectaires. S'ensuit une grave crise pour cette congrégation pendant plusieurs années qui aboutira en juillet 2014 par un acte du pape François autorisant les sœurs dissidentes à fonder une nouvelle communauté,, la communauté des sœurs de Maria Stella Matutina.

### Depuis la mort de Marie-Dominique Philippe (2006)
Le 26 août 2006, Marie-Dominique Philippe meurt à Saint-Jodard (Loire), un mois après avoir perdu l'usage de la parole à cause d'un accident vasculaire cérébral. Selon un télégramme de condoléances écrit par le cardinal Angelo Sodano à destination du prieur général de la Communauté Saint-Jean, le pape Benoît XVI rend hommage à « celui qui, durant de longues années, guida et forma de nombreuses personnes à l'école du Christ, dans l'esprit du "disciple bien-aimé", les enracinant dans un amour profond de l'Église et dans la fidélité au successeur de Pierre. Sa Sainteté rend grâce pour la vie du père Marie-Dominique, entièrement donnée au Seigneur et à ses frères, enracinée dans la méditation de la Parole de Dieu, dans la recherche et dans la contemplation passionnée de la vérité. »
En avril 2010, sous la présidence de Benoît Rivière, évêque d'Autun le chapitre général des frères de Saint-Jean, constitué d'une cinquantaine de frères délégués, élit un nouveau prieur général pour un mandat de six ans, le père Thomas Joachim (renouvelé en 2016). Il remplace le père Jean-Pierre-Marie arrivé au terme de ses deux mandats de six et trois ans. C'est sous son mandat que débutent les révélations sur les déviances sexuelles du père Marie-Dominique Philippe.
Le 7 mai 2019, le frère François-Xavier Cazali est élu pour succéder au frère Thomas Joachim. Lors de la seconde session du chapitre général, en novembre 2019, la congrégation prend la décision d'une nouvelle étape dans le processus d'autonomie vis-à-vis de la figure du fondateur. Confirmée par le secrétaire du dicastère romain pour les religieux, l'évêque José Rodríguez Carballo, cette nouvelle direction implique que « les frères ne se réfèrent plus au père Marie-Dominique Philippe comme à une norme pour actualiser leur charisme aujourd'hui » vu qu'il ne peut être un modèle de vie à cause des révélations faites depuis 2013 sur ses comportements abusifs. La Communauté Saint-Jean opte par ailleurs pour une révision des constitutions pour une clarification du charisme de l'institut ; la mise en place de régions provinciales plus autonomes fait partie de ce processus.
Lors de son chapitre général de 2022, la Communauté a indiqué qu'« en raison de ces prises de conscience ainsi que des manques et des ambiguïtés du texte, le Chapitre général de 2022 a estimé que la Règle de vie ne peut désormais plus être une référence pour notre vie et a pris la décision de la retirer des Constitutions, de ne plus la mentionner dans la cédule de profession, ni de la lire et commenter au cours des chapitres. »
En juin 2023, les Frères de Saint-Jean rendent publique le rapport de la Commission Comprendre et Guérir demandée par le précédent Chapitre général. À travers des recherches historiques, théologiques et psychologiques, le rapport pose un diagnostic sur les abus sexuels notamment perpétrés par des Frères de Saint-Jean.
Le 1er mai 2025, le Chapitre général réélit frère François-Xavier Cazali comme prieur général pour un mandat de trois ans.

## Structure et implantations

### Organisation
La Famille Saint-Jean se compose de plusieurs branches.

#### Congrégation des frères de Saint-Jean
Fondée en 1975 par Marie-Dominique Philippe, la Congrégration des frères de Saint-Jean est un institut religieux de droit diocésain dépendant de l'évêque d'Autun depuis 1986. Sa maison-mère et son siège est à Rimont, Fley. Après un temps de noviciat et de formation philosophique et théologique (environ neuf ans), les frères vivent dans des prieurés apostoliques comptant en moyenne cinq ou six frères. Les membres sont des religieux liés par les trois vœux de pauvreté, chasteté et obéissance, environ deux tiers d'entre eux sont prêtres. Leur vie se partage entre prière, étude, vie fraternelle et apostolat. Leur mission est variée, auprès des paroisses, des jeunes, des populations défavorisées, etc. La congrégation est dirigée par un prieur général élu pour six ans (renouvelable une fois pour trois ans), c'est François-Xavier Cazali qui assume cette fonction depuis mai 2019. Il est réélu le 1er mai 2025 pour un mandat de trois ans.
La Congrégation est structurée depuis octobre 2022 en 5 provinces (France, Europe, Amériques, Afrique et la vice-province d'Asie-Océanie). Les 18 prieurés en France constituent la province de France qui a élu Henri-Dominique de Certaines Prieur provincial en janvier 2023.

#### Sœurs mariales d'Israël et de Saint-Jean (1982-2005)
En 1982, Tünde Szentes, ancienne secrétaire de Marie-Dominique Philippe à Fribourg, fonde la communauté des sœurs mariales d'Israël et de Saint-Jean. Elle place sa communauté sous la « double fidélité » au judaïsme et au christianisme. En 1994, le cardinal de Lyon, Albert Decourtray donne à la communauté le statut d'association privée de fidèles. En 1995, elle est annexée par la « Famille Saint-Jean » et en devient une de ses branches. En mars 2005, dans le diocèse de Lyon, le statut d'association de fidèles est retiré à la communauté par décret du cardinal Philippe Barbarin. Une décision « rare et grave » prise en « raison de difficultés qui sont apparues, notamment en termes d'orientations religieuses,,. » En juillet 2005, la Gendarmerie nationale effectue des perquisitions et des interrogatoires approfondis de la communauté. Le procureur de la République conclut : « Pas de trace de séquestration ou de maltraitance », « on n'a rien trouvé qui puisse donner corps à des dénonciations. »

#### Congrégation des sœurs de Saint-Jean (sœurs contemplatives)

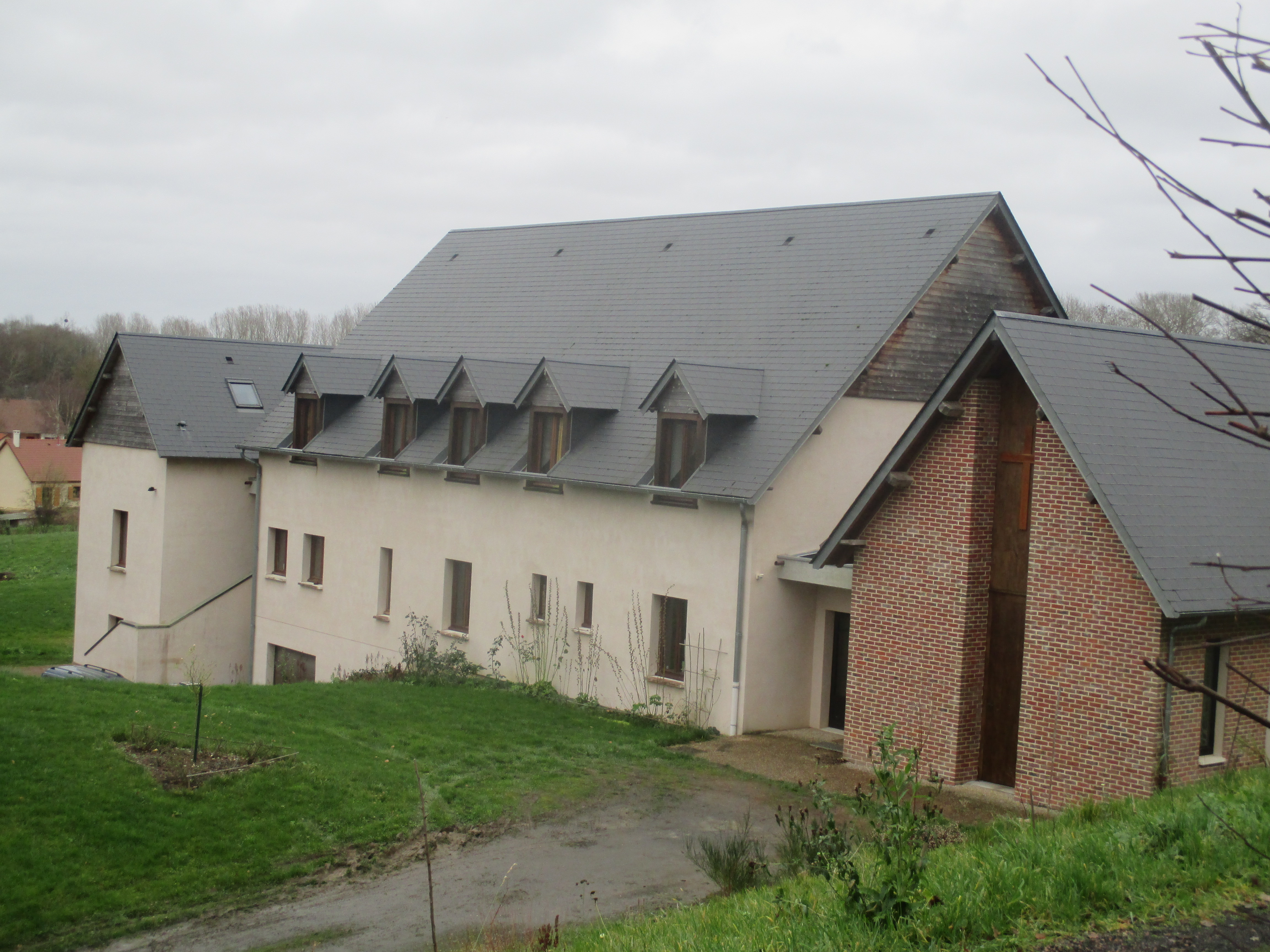
Maison des sœurs contemplatives à Troussures.

La Congrégation des sœurs de Saint-Jean (communément appelées sœurs contemplatives), érigée en Institut religieux de droit diocésain par l'archevêque de Lyon en 1994, a été fondée par Marie-Dominique Philippe en 1982, soit sept ans après les frères de Saint-Jean, et la première prieure est Alix Parmentier (1930-2016). La maison-mère des sœurs contemplatives est à Saint-Jodard et leur siège se trouve actuellement au prieuré de Troussures. Les prieurés des sœurs contemplatives comptent en moyenne huit sœurs. Les sœurs sont des moniales qui vivent une vie de prière, de vie communautaire et de travail manuel, elles vivent leur consécration totale à Dieu dans le silence et la solitude. Leur habit se distingue par son voile blanc. Une prieure générale élue pour six ans dirige la congrégation. La prieure générale actuelle est sœur Paul-Marie Moulin, en fonction depuis 2015.

#### Congrégation des sœurs apostoliques de Saint-Jean

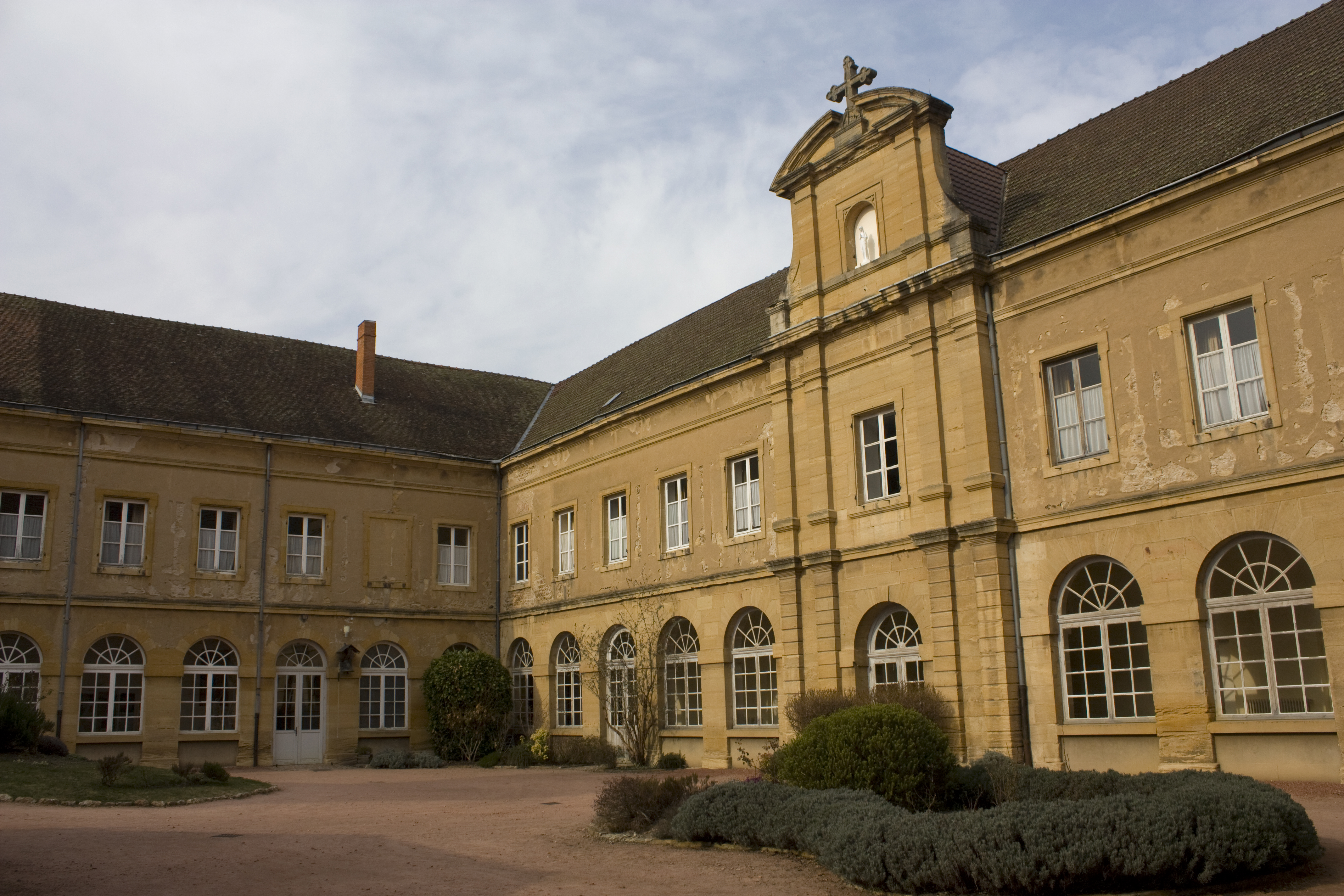
Le prieuré Saint-Hugues de Semur-en-Brionnais, maison-mère et noviciat des sœurs apostoliques.

La Congrégation des sœurs apostoliques de Saint-Jean a été fondée en 1984. Elle a été reconnue comme congrégation religieuse de droit diocésain par l'évêque d'Autun, en 1993. Leur vie apostolique se réalise dans une vie d'évangélisation, par l'accueil et l'aide spirituelle dans les diocèses : centres de retraites, aumôneries d'écoles, d'hôpitaux et de prisons, participation à l'animation de paroisses. Leur mode de vie et leur charisme sont proches de ceux des frères, hormis le sacerdoce. La prieure générale est sœur Claire-de-Jésus Salvaige de Lamargé, depuis le 14 mars 2018. La congrégation a sa maison-mère et son siège à Semur-en-Brionnais.
Lors du chapitre général de 2021, les sœurs apostoliques de Saint-Jean ont réformé leur gouvernance afin de restaurer la confiance dans la congrégation à la suite notamment d'« agressions sexuelles, d'abus spirituels, de maltraitance ». Néanmoins 35 religieuses, sur les 190 engagées, ont demandé une dispense de résidence en communauté pour une durée d'un an,.
Le 3 mars 2024, le Dicastère pour les Instituts de Vie consacrée nomme Benoît Grière comme commissaire apostolique de la communauté, assisté d'une adjointe et de deux chargés de mission, pour aider la communauté jusqu'à son prochain chapitre général,. En 2025, un tiers des sœurs vit en dehors de la communauté.

#### Les oblats
La Famille Saint-Jean comporte également des oblats séculiers. Les oblats sont des laïcs célibataires ou mariés qui s'engagent à une vie de prière, proches des frères ou des sœurs religieux. Chaque oblat est rattaché à un prieuré de la Famille Saint-Jean. Jusqu'en 2024, les oblats n'ont pas de statut juridique particulier : ils ne sont pas structurés et n'ont pas d'instance de gouvernement.
En 2023, la réforme des oblats propose une charte de vie ad experimentum. Ils deviennent ainsi une entité propre, qui ne dépend plus directement de l'un des instituts religieux. La mise en place de fraternités d'oblats, accompagnées idéalement par un frère ou une religieuse est décidée.

### Effectifs
- Les frères : la communauté des frères de Saint-Jean a dans un premier temps connu une forte augmentation de ses effectifs : de 5 frères en 1975, elle est passée à 80 frères en 1982 et 350 frères en 1995. Après avoir connu un pic à près de 550 frères dans les années 2000, la communauté comptait officiellement 536 frères en 2010, 524 frères en 2014, 499 frères en 2015, marquant une régression de ses effectifs de 7 % en cinq ans et 500 frères dont 280 prêtres en 2016. En 2024, ils sont 422 frères dont 260 prêtres[40]. Parmi les frères, elle comptait cinquante trois novices en 2003[41], mais seulement trente cinq novices en 2014[42][réf. nécessaire], et vingt quatre novices en 2015[43][réf. nécessaire], soit une chute de 54 % en 12 ans. Le déclin démographique est également illustré par la baisse du nombre de frères français ordonnés prêtres : onze ordinations en 2012, six ordinations en 2013, trois ordinations en 2014, trois ordinations en 2015[44] (il s'agit ici uniquement des ordinations de séminaristes français). En juin 2018, quatre prêtres sont ordonnés dont un seul Français[45] et en juin 2019, quatre prêtres dont deux Français[46]. En 2025, les frères de Saint-Jean sont 414 dans la communauté. Ils ont 48 prieurés dans 21 pays. 70 frères sont en formation. En France, la province compte 17 prieurés[47].

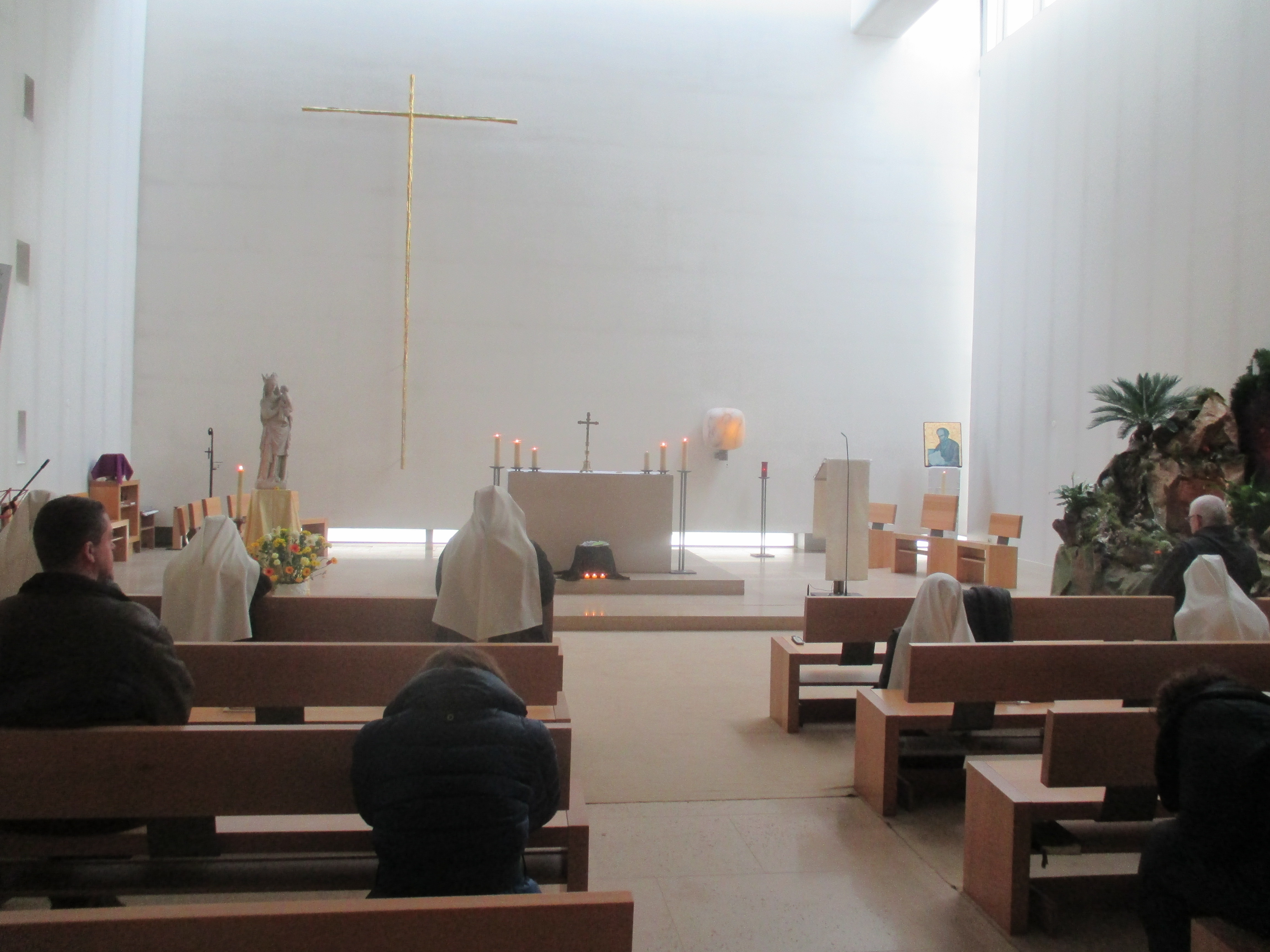
La chapelle du prieuré de Troussures avec les sœurs contemplatives.

- Les sœurs apostoliques : en 2014, les sœurs sont environ 200 : 154 sœurs déjà engagées par les trois vœux de religion, dont 120 de façon définitive ; les autres, environ 50, sont encore novices ou postulantes. Vingt-deux nationalités sont représentées : 60 % sont françaises, 40 % d'autres pays. Les sœurs sont réparties en 23 prieurés dont 12 en France en 2015[48]. En 2018, les sœurs apostoliques sont au nombre de 194 (dont 140 professes perpétuelles) dans leurs 23 prieurés[32]. En avril 2024, on ne dénombre plus que 170 sœurs apostoliques dont 40 ont demandé à être exclaustrées[49]. En juin 2025, elles sont 50 à avoir fait cette demande[37].
- Les sœurs contemplatives : après avoir connu une ascension continue de leurs effectifs, les sœurs contemplatives ont vu leurs effectifs s'effondrer à la suite d'une scission en 2009 qui s'est terminée par la fondation de la communauté Maria Stella Matutina en 2014.

## Liturgie
Les frères et sœurs de la Famille Saint-Jean ont fait le même choix liturgique pour leurs offices religieux : une liturgie sobre d'inspiration monastique et grégorienne mais en langue vernaculaire, essentiellement composée pour sa partie française par Magdalith.
En 1984, les frères abandonnent la liturgie polyphonique qu'ils avaient reçue de Lérins (inspirée de l'abbaye de Chevetogne) pour un style plus dépouillé déjà utilisé chez les sœurs de Notre-Dame de Sion (contemplatives) ; celles-ci avaient demandé à Magdalith, une artiste-chanteuse postulant chez elles, de composer une liturgie en français. Le fondateur de la Communauté Saint-Jean, connaissant ce monastère, l'a par la suite appliquée aux frères de Saint-Jean ; il dit avoir été « très saisi » par « une espèce de force et de douceur » de ce chant.
Leur vie comprenant une activité apostolique, les frères et sœurs apostoliques célèbrent seulement les grandes Heures : laudes, office du milieu du jour, vêpres, complies ; les clercs sont tenus à réciter l'office des lectures individuellement. L'accent est mis sur la prière silencieuse en communauté : temps d'oraison le matin et le soir, parfois devant le Saint-Sacrement.

## Habit des profès
L'habit des profès de la Communauté Saint-Jean les a fait connaître sous le surnom de « petits gris » en référence à sa couleur. L'habit monastique fut choisi dans les débuts de la communauté en s'inspirant de l'habit de travail des cisterciens de l'abbaye d'Hauterive, proche de Fribourg que les premiers frères visitaient souvent. Il se compose d'une tunique longue grise couvrant tout le corps et d'un scapulaire à capuchon de la même couleur, similaire à celui des bénédictins. Les profès portent également une ceinture en cuir à laquelle est fixé un rosaire, le même que celui porté par les dominicains.

## Activités et apostolats
Les apostolats de la Famille Saint-Jean sont divers (paroisses, formation, engagement caritatif, retraites spirituelles etc.) Ils dépendent souvent de la mission allouée par l'évêque qui les appelle dans son diocèse.

### Formation

#### École Saint-Jean
L'école Saint-Jean est ouverte à tout public et se tient dans divers prieurés de la communauté, pour offrir une formation philosophique, théologique et spirituelle. Elle met à la disposition du public des cours disponibles en ligne sur le site Éphèse formation. Elle donne aussi des cours du soir pour adultes, comme dans son prieuré de la région parisienne installé à Boulogne-Billancourt, ainsi que des cours par correspondance. Le parcours Sophia permet à des adultes de se former sur trois ans en plusieurs sessions de week-ends et en été.
Dans la même mouvance, le Saint John Institute à Denver, couple dans son programme la formation spirituelle, la vie de prière, et l'obtention d'un MBA en entrepreneuriat au sein de la Walsh University (en).

#### RevueAletheia
La communauté dispose aussi d'une maison d'édition (Éphèse éditions) et édite une revue de réflexion, Aletheia « pour se former à la sagesse philosophique, à la sagesse théologique et à la sagesse mystique. »

#### Retraites spirituelles

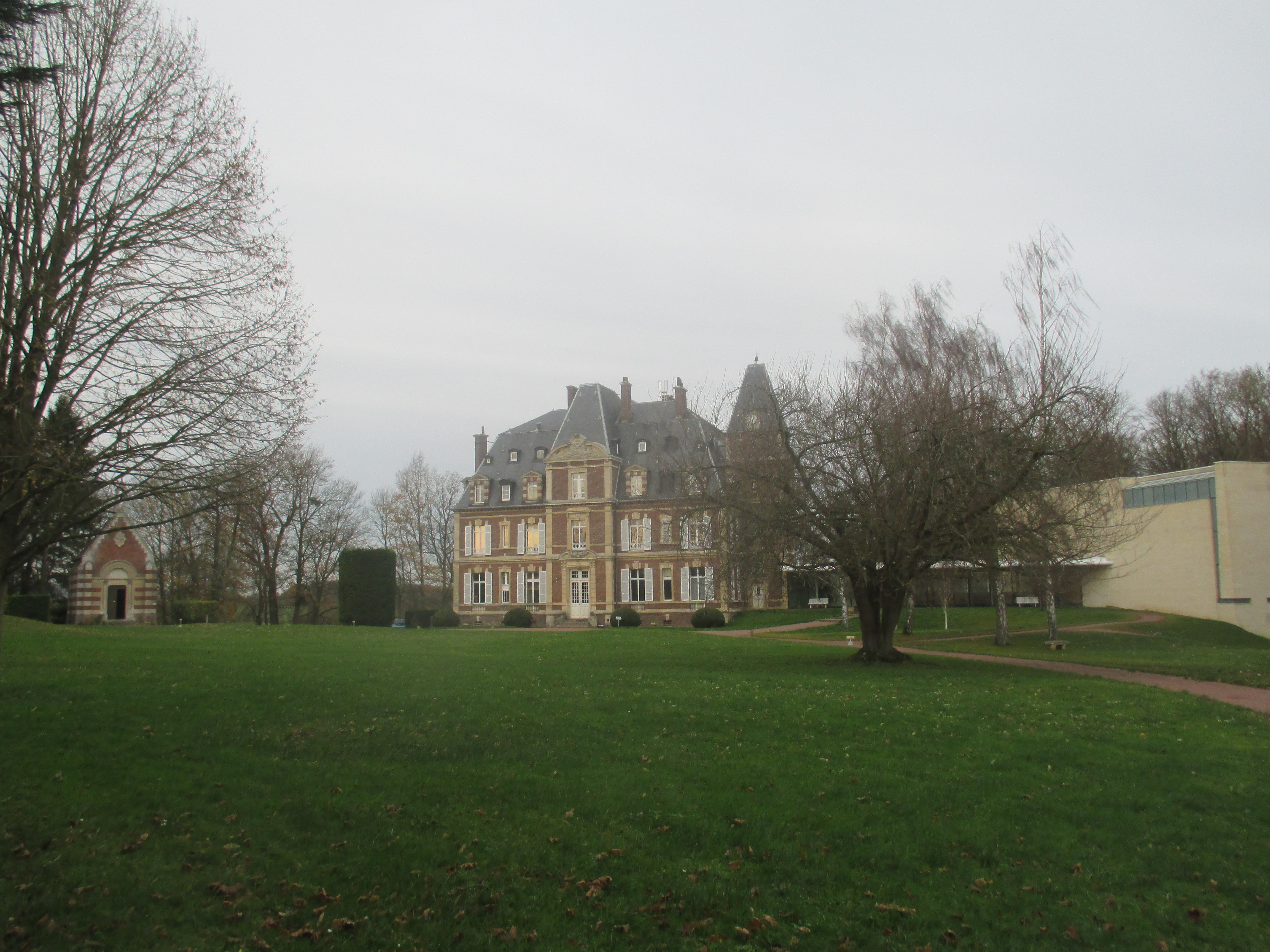
Vue du prieuré de Troussures (Oise) qui organise des sessions et des retraites spirituelles.

La communauté organise des retraites spirituelles toute l'année dans ses prieurés. Elles peuvent aussi se faire dans la proximité avec un lieu de pèlerinage, les plus fameux pour la communauté en France étant celui de Notre-Dame-de-Grâces de Cotignac et celui de Notre-Dame de Pellevoisin.

#### Académie pour une écologie intégrale
La communauté, au sein du sanctuaire marial Notre-Dame du Chêne (Vion), fonde l'Académie pour une écologie intégrale pour répondre à l'appel du pape François dans son encyclique Laudato si'. L'objectif de cette académie est d'étudier de nouveaux modes de vie respectueux de l'homme et de son environnement.

#### Télé-réalité:Bienvenue au monastère

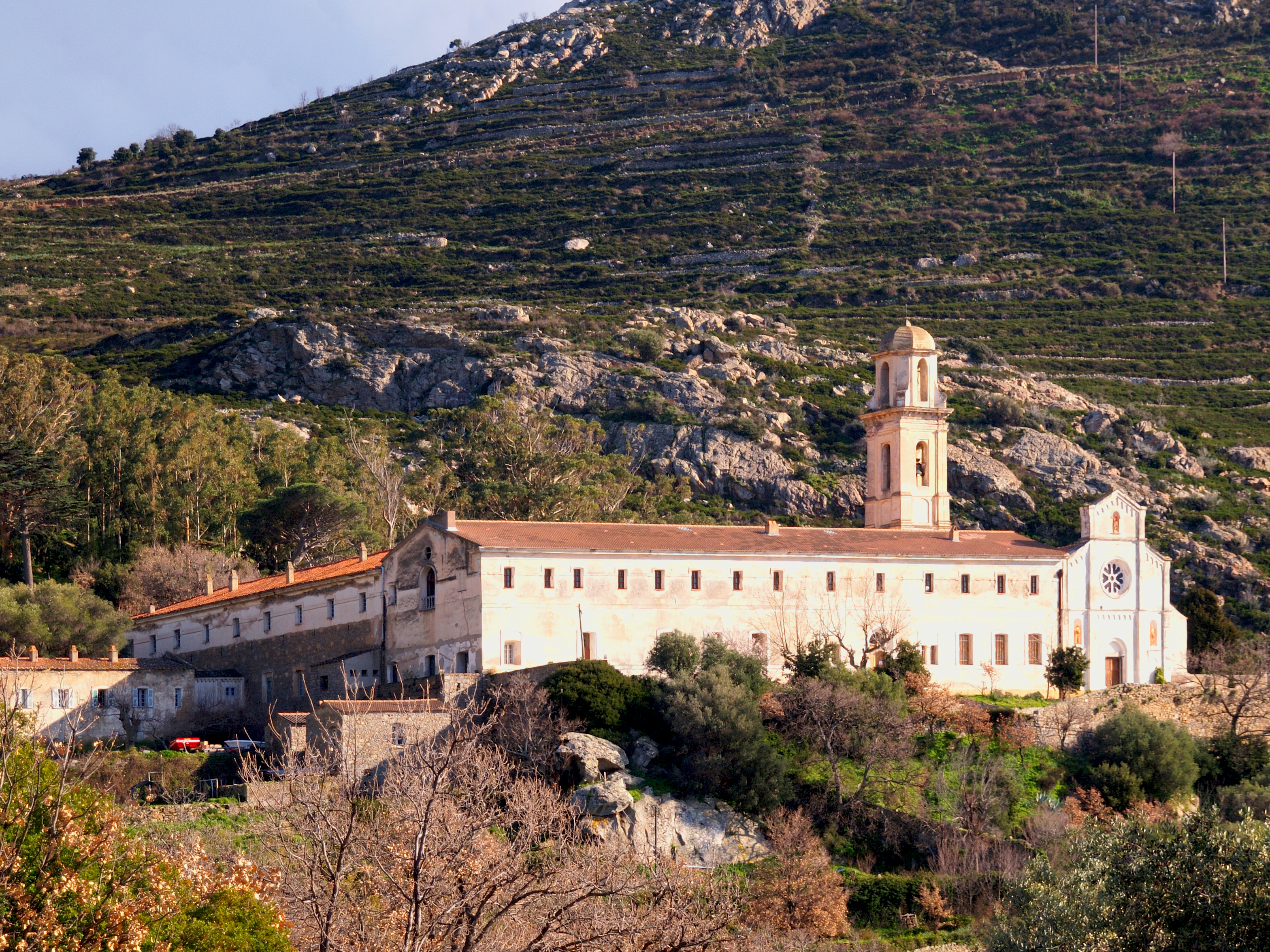
Le couvent Saint-Dominique de Corbara en Corse.

En 2023, l'émission de télé-réalité, Bienvenue au monastère, pour la chaine de télévision C8, est filmée au sein du couvent Saint-Dominique de Corbara géré par la Communauté Saint-Jean. Deux « coachs spirituels », sœur Catherine Thiercelin de la communauté des Béatitudes et frère Baudouin Ardillier de la Communauté Saint-Jean, participent à l'émission avec quelques personnalités « people »,. Véronique Margron, présidente de la Conférence des religieux et religieuses de France, faisant référence aux abus sexuels dans la communauté Saint-Jean particulièrement d'actualité en 2023, se dit surprise du lieu de tournage : « C'est une douleur inutile infligée aux victimes qui, pour certaines, ne se sont toujours pas fait connaître ou qui sont engagées dans un long processus de réparations ». Quant aux victimes, elles redoutent « que cela donne envie à des jeunes de rejoindre » ces communautés.
Un collectif d'anciens et anciennes membres de la Communauté Saint-Jean, composé de victimes d'abus et agressions au sein de la communauté, nommé Réparez, a posté sur X, une série de posts sur la mécanique des abus de pouvoir mise en place ouvertement dans l'émission scénarisée : « une asymétrie des relations, une personne sachante et les autres qui ont tout à apprendre et à se taire »,.
Dans une lettre interne à la communauté publiée le 5 mars 2024, Henri-Dominique de Certaines, prieur provincial de France des frères de Saint-Jean, reconnaît « une part de responsabilité » dans le déclenchement de la polémique, une « maladresse » qu'il serait selon lui exagéré de qualifier de « faute ».

### Apostolats auprès des jeunes

#### Festival Saint-Jean
La Communauté Saint-Jean organise depuis 1998 un festival d'été destiné aux jeunes à Saint-Quentin-sur-Indrois où les frères sont implantés. Le Festival Saint-Jean se déroule en plein air pendant une semaine en août. Le programme mêle prière, détente, formation et contenu culturel. Les effectifs oscillent entre trois cents et mille selon les années. Plus récemment, le Festival Saint-Jean se décline également sous la forme d'un Festival d'hiver à la période du Nouvel An, ainsi qu'un Festival de Pentecôte, centré sur les engagements en vie religieuse des frères et sœurs à Paray-le-Monial.
La communauté organise également un festival annuel pour les familles dans son prieuré de Pellevoisin.[réf. nécessaire]

#### L'association Révélateur
Depuis la fin des années 1990, l'association Révélateur, proche de la Communauté Saint-Jean, produit des spectacles et comédies musicales ayant pour thème la vie de grandes figures du catholicisme. Ainsi Maximilien Kolbe, Jean-Paul II, Frédéric Ozanam, mère Teresa, Claire de Castelbajac, Padre Pio et les époux Martin ont été mis en scène par l'association. L'association propose des camps artistiques d'été pour la réalisation des spectacles.

#### Les camps de jeunes
La communauté propose des camps pour les jeunes dans ses différents prieurés. Combinant en général activité sportive ou culturelle et prière, ils accueillent plusieurs centaines de jeunes chaque année. Le format existe également à l'international, là où la communauté est implantée, comme le mouvement Eagle Eye Ministries, aux États-Unis, ou à Addis-Abeba, en Éthiopie, où la communauté est responsable de la pastorale des jeunes.

### Engagement caritatif

#### Saint-Jean Espérance
La Communauté Saint-Jean a développé une activité d'assistance aux toxicomanes depuis 1987. L'association Saint-Jean Espérance accueille sur la base du volontariat des personnes déjà sevrées en hôpital et propose un accompagnement de longue durée afin d'aider à la reconstruction personnelle et préparer une réinsertion sociale. Elle propose une immersion dans un cadre de vie particulier structuré autour du travail, de l'amitié et de la quête spirituelle,.

#### L'association Magdalena
Fondée par un prêtre de la communauté, l'association à Boulogne-Billancourt rencontre et accueille des personnes de la rue, notamment des prostituées dans le Bois de Boulogne. L'association a également ouvert une maison en Seine-et-Marne en 2017 destinée à aider les femmes à sortir de la prostitution,.

#### Noé Mission Saint-Jean
La Communauté Saint-Jean a également mis en place une structure organisant des séjours humanitaires et de mission : sur la base du bénévolat, des personnes se rendent dans des lieux où la communauté est déjà présente. Les missions concernent aussi bien l'apostolat spirituel que des projets à caractère humanitaire.

### Dans le monde
La communauté Saint-Jean s'est vu confier différentes missions sur tous les continents. Ainsi, au Cameroun, les frères dirigent le collège Francois-Xavier Vogt depuis 1993. Dans le même pays, à l'initiative d'un frère de Saint-Jean, des caravanes d'évangélisation rassemblent jusqu'à quatre mille personnes par jour, et une radio dédiée à l'évangélisation a vu le jour en 2018. En Inde, les frères ont créé un centre d'accueil pour personnes séropositives sur le terrain de leur prieuré.

## Abus spirituels et sexuels
La Communauté Saint-Jean est ou a été accusée par le passé d'avoir commis des « abus spirituels » et des « abus sexuels ». Ces accusations sont ou ont été prononcées par des associations, par d'anciens membres et par des familles. L'Église de France a elle-même été amenée à prononcer des sanctions canoniques contres certains des membres de la Communauté Saint-Jean, tout comme la Justice pénale.

### Enquêtes et témoignages
Dès les années 90, la Communauté Saint-Jean fait l'objet de critiques de la part de plusieurs associations anti-sectes comme l'AVREF, qui publie en mai 2015 le Livre noir de la Fraternité Saint-Jean,, version mise à jour en 2021.
La communauté Saint-Jean est également critiquée par l'UNADFI, le Centre contre les manipulations mentales, ainsi que par le journal Golias, qui publie à partir des années 2000 de nombreux articles, ainsi qu'une longue enquête en 2005 : « La face cachée des Petits Gris ».
Toutes ces associations et publications dénoncent l'existence d'abus spirituels et sexuels commis dès les débuts de la Communauté Saint-Jean.
En outre d'anciens membres de la Communauté Saint-Jean, victimes d'abus, publient leurs propres témoignages.
C'est le cas de Marie-Laure Janssens, entrée en 1999 à 24 ans chez les sœurs contemplatives de Saint-Jean où elle restera 11 ans. Après avoir finalement quitté cette communauté en 2010 et s'être mariée, elle affirme en 2017 dans un livre intitulé Le silence de la Vierge, avoir été la « victime d'un crime que ni le droit pénal ni le droit de l'Église catholique ne reconnaissent : l'abus spirituel,,. » Elle affirme : « J'ai bel et bien passé onze ans dans une secte ».
Sophie Ducrey a publié à son tour un livre en 2019, Étouffée : récit d'un abus spirituel et sexuel, où elle raconte l'emprise psychologique et sexuelle dont elle a été victime au sein de la Communauté Saint-Jean pendant plusieurs années,.

### Abus sexuels
Les abus sexuels dans la Communauté Saint-Jean désignent les sévices sexuels commis au sein de cette institution par certains de ses clercs et agents pastoraux.

#### La révélation des abus sexuels de Marie-Dominique Philippe (2013)
En 2013, le prieur général de la Communauté Saint-Jean, Thomas Joachim, révèle pour la première fois officiellement et publiquement l'existence de « témoignages convergents et crédibles disant que le père Philippe a parfois posé des gestes contraires à la chasteté, sans union sexuelle, à l'égard de femmes adultes qu'il accompagnait »,.
Ces révélations ébranlent considérablement la Communauté Saint-Jean et entraînent l'annulation les premières démarches entamées par les Petits Gris en vue d'une béatification du père Philippe.
Par ailleurs, le Chapitre général des frères de Saint-Jean tenu en avril 2013 est l'occasion d'adopter une motion intitulée « Épreuves et Espérance », admettant l'existence de graves abus sexuels de la part de frères ayant autorité de formation ainsi que d'autres frères. Le paragraphe no 9 de cette motion reconnaît que « des manquements à la chasteté avec des justifications doctrinales ont malheureusement concerné des frères. De tels manquements ont eu lieu entre des frères et des personnes adultes, notamment des personnes qu'ils accompagnaient ; et, dans le passé, entre des frères ayant autorité de formation et de jeunes frères. »
À la suite de ces révélations, certains frères contestent les accusations portées contre Marie-Dominique Philippe et décident de quitter la Communauté Saint-Jean pour fonder la fraternité Verbum Spei.

#### La Commission SOS abus (2015)
À la demande du Chapitre général de 2013, une Commission SOS abus est créée en 2015 dans le but d'être un lieu d'écoute. Considérant la communauté Saint-Jean « encore sous emprise », des membres de celle-ci demandent que cette Commission soit confiée à des personnes extérieures et non à des responsables de la communauté. Ainsi la Commission est composée de frères, mais aussi de deux laïcs : un juriste et une psychologue clinicienne.
En mai 2019, la Commission SOS abus rend son premier rapport d'activité au Chapitre général, celui-ci votant ensuite sa diffusion publique en le rendant disponible sur le site de la communauté. La Commission y mentionne avoir reçu 32 plaintes concernant 27 frères agresseurs sexuels sur des majeurs et 6 sur des mineurs. Ces agressions vont de caresses sexuelles à des viols. Les abus signalés concernent en grande majorité des femmes adultes, et pour 80 % d'entre eux, ont eu lieu dans le cadre de l'accompagnement spirituel,,. Est également relevé le recours à des justifications aberrantes pour ces abus, parfois présentés comme expression de « l'amour d'amitié » envers la personne.

#### Le rapportComprendre et guérir(2023)
À la suite de la publication du premier rapport de la Commission SOS abus en mai 2019, le Chapitre général des Frères de Saint-Jean d'octobre 2019 demande au Prieur général de mettre en œuvre une commission interdisciplinaire chargée d'établir les liens entre le nombre importants d'abus sexuels commis par des membres de la Communauté Saint-Jean et l'histoire personnelle et familiale du père Marie-Dominique Philippe (1912-2006), leur fondateur.
Après plus de trois ans de travail, cette commission remet son rapport en juin 2023. Il a pour titre « Comprendre et guérir – Origines et analyses des abus dans la Famille Saint-Jean » et compte 800 pages. Les Frères de Saint-Jean décident alors de le rendre public, conscients de la gravité des faits qui y étaient exposés et des drames qui s'en étaient suivis.
Ainsi depuis la création de la communauté en 1975, pas moins de 167 victimes ont été recensées selon les auteurs de ce rapport, lesquels se sont basés sur de nombreux témoignages et un travail d'analyse des archives. Un nombre qui les amène à évoquer « une sorte de virus (...) malfaisant » qui a « contaminé » la Communauté Saint-Jean « dès son origine. »
Le fondateur Marie-Dominique Philippe est au premier rang des abuseurs. Vingt-quatre femmes victimes de ses agressions dont une mineure ont été identifiées par la commission interdisciplinaire. Leur nombre pourrait être beaucoup plus important, estiment les rédacteurs du rapport. Les faits décrits vont de l'agression sexuelle au viol : baisers, étreintes, caresses imposées et, « dans deux situations au moins, les gestes sont allés beaucoup plus loin (attouchements sexuels, masturbations, fellations) et se sont répétés, parfois pendant des mois ou des années (jusqu'à une dizaine d'années) », précise le texte. Le dernier abus sexuel aurait eu lieu en 2005, l'année précédent la mort de Marie-Dominique Philippe, dans sa quatre-vingt-quatorzième année. Trois frères décrivent également des gestes imposés par le fondateur : l'un d'eux, qui se plaint auprès de lui d'actes sexuels subis de la part d'un frère formateur, reçoit pour toute réponse un baiser sur la bouche.
Outre les agressions et viols commis par Marie-Dominique Philippe, 72 des 871 frères ayant vécu au sein de la congrégation sont accusés d'être à l'origine d'« abus sexuels », selon les termes utilisés dans le rapport. Six femmes sont également mises en cause dont sœur Alix Parmentier (1933-2016), première supérieure des sœurs contemplatives de Saint-Jean. Les actes décrits sous le terme d'« abus » recouvrent à la fois « des paroles, des sollicitations, du harcèlement », mais aussi des agressions sexuelles et des viols. Certains de ces frères mis en cause ont fait plusieurs victimes. Onze d'entre eux ont notamment « abusé » de quatre personnes ou plus selon le rapport. « Il est malheureusement certain que le nombre d'abus réels est supérieur », précisent les auteurs
.
Parmi les 72 frères incriminés, six seulement ont été condamnés par la justice, et dix enquêtes sont « encore en cours » à la date de juin 2023. Douze plaintes ont par ailleurs été classées sans suite par le parquet, assure le rapport, qui affirme 37 des frères incriminés sont toujours membres de la congrégation. Mais tous, ont, a minima, reçu une sanction disciplinaire ou sont visés par des procédures qui pourront déboucher sur leur renvoi, en fonction du degré de gravité des actes rapportés.

#### Le rapport confidentiel sur les abus sexuels au sein des sœurs apostoliques de Saint-Jean (2023)
En 2023, à la demande de la Communauté Saint-Jean, 130 des 170 sœurs apostoliques de Saint-Jean ont répondu anonymement à un questionnaire interne dont l'émission L'Œil du 20 Heures de France 2 a pu se procurer le rapport confidentiel. Selon ces journalistes, la moitié des 130 sœurs apostoliques de Saint-Jean déclare avoir été victimes de violences, contraintes, menaces, viols, 66 d'abus sexuels, et deux-tiers indiquent avoir « observé des dysfonctionnements ». De son côté, le magazine Golias Hebdo s'est lui aussi procuré ce rapport. Selon Golias, le « détail des abus est considérable et effarant ».

### L'affaire de la scission au sein de la communauté des sœurs contemplatives de Saint-Jean (2009)
En juin 2009 éclate une crise au sein de la communauté des sœurs contemplatives de Saint-Jean. À la suite d'une enquête menée depuis 2003 par le diocèse de Lyon dont elles dépendent, la sœur Alix Parmentier, qui dirigeait la communauté depuis 1982, est limogée le 6 juin 2009 par décret du cardinal Barbarin. Un second décret, en juillet 2009, explicite les motifs de cette décision mais n'est pas rendu public par les sœurs. Cependant, il semble que « la responsabilité de la congrégation était concentrée entre trop peu de mains, en place depuis trop longtemps » et que « la fondatrice et prieure générale (Alix Parmentier), et les quelques sœurs qui l'entouraient, maintenaient certaines des plus jeunes sous leur emprise psychologique et affective »,. Des témoignages de parents font état de faits graves : « suicides de sœurs, abus de médicaments, voire dérives sexuelles. »
Alix Parmentier n'accepte pas la prieure nommée par le cardinal Barbarin et envoie les novices en dehors du noviciat. Tout cela provoque une désunion qui fait boule de neige et atteint peu à peu la majorité des sœurs qui prennent parti pour Alix Parmentier. Ainsi, la gouvernance de la nouvelle prieure générale, sœur Johanna, est rendue impossible. Devant ce début de scission, le commissaire pontifical nommé par Rome, Jean Bonfils, demande aux quatre sœurs (sœur Alix et trois sœurs proches d'elle) de l'ancien gouvernement de ne plus influencer le reste de la communauté et, à cet effet, de se disperser dans des couvents d'autres congrégations (notamment les visitandines) avec interdiction de communiquer à l'extérieur. Sa demande sera sans effet, en ce qui concerne les communications, comme il le souligne : « Ce n'est pas la fièvre dans l'usage des mails ou des portables qui contribue à l'unité. » Le chapitre qu'il projette pour aboutir au dialogue entre les parties est également rendu impossible : « On ne se comporte pas dans un chapitre comme sur un terrain de sport où chacun veut gagner la partie. »
Cela débouche sur un début de scission. Plus d'une centaine de sœurs contestatrices se regroupent tout d'abord à Saltillo au Mexique en janvier 2010, accueillies par José Raúl Vera López, évêque dominicain plutôt progressiste proche du père Marie-Dominique Philippe. Puis ces mêmes sœurs partent fonder une nouvelle association publique de fidèles, dénommée « Institut Saint-Jean et Saint-Dominique », le 29 juin 2012 à Cordoue en Espagne.
Le cardinal Bertone fait signer au pape Benoît XVI, peu avant sa renonciation, un rescrit d'audience qui précise que cette association « porte gravement atteinte à la discipline ecclésiastique ». Il est précisé que le pape, pourtant déjà fatigué, est « en possession d'une connaissance précise du comportement peu religieux de certaines sœurs et de l'évolution de la congrégation des sœurs contemplatives de Saint-Jean »[réf. souhaitée]. Le rescrit d'audience dissout cette association dissidente le 10 janvier 2013, le pape ne voulant pas « cautionner une dérive incompatible avec le respect des valeurs et règles fondamentales de l'Église universelle ». Les 150 sœurs qui en sont alors membres sont réduites à l'état laïc.
Le pape François est élu le 13 mars 2013. Le conflit continue de s'enliser et aucune solution pour remédier à la crise ne semble alors envisageable.
Le conflit, qui met à mal la Communauté Saint-Jean, commence à s'atténuer par la visite du cardinal João Braz de Aviz à l'automne 2013 et s'achève finalement le 1er juillet 2014, lorsque Rome annonce la décision suivante : « les ex-sœurs qui ont canoniquement quitté la congrégation des sœurs contemplatives de Saint-Jean et les laïques qui voudront s'unir pourront librement constituer une association publique de fidèles en vue de devenir un institut religieux. » La scission est donc désormais définitive. Le pape François désire cependant que la sœur Alix (âgée de 79 ans) et les trois autres, soient « complètement exclues de la vie religieuse »,.
Les sœurs dissidentes fondent finalement le 25 juillet 2014 une nouvelle communauté : Maria Stella Matutina. Quant aux sœurs qui s'étaient soumises au décret du cardinal Barbarin, leur supérieur hiérarchique, et aux décisions du pape Benoît XVI, au sein de la communauté contemplative de Saint-Jean, elles sont actuellement 80 religieuses. Une nouvelle prieure générale, sœur Paul-Marie, est élue en mai 2015.
Le 5 février 2019, le pape François fait allusion lors d'une conférence de presse à une communauté dissoute par son prédécesseur, pour des raisons d'esclavage sexuel de sœurs. Le porte-parole du pape précise le lendemain qu'il s'agit d'anciennes sœurs contemplatives de Saint Jeanréunies dans l'« Institut Saint-Jean et Saint-Dominique ». Cette déclaration est nuancée le lendemain par le directeur de la Salle de presse du Saint Siège qui précise que « le Saint-père a utilisé le terme d'esclavage pour signifier “manipulation”, une forme d'abus de pouvoir qui se traduit également par des abus sexuels. ». La communauté réagit à cette déclaration en publiant une lettre accompagnée de repères chronologiques sur les sœurs contemplatives de Saint Jean.

### La relation au fondateur Marie-Dominique Philippe

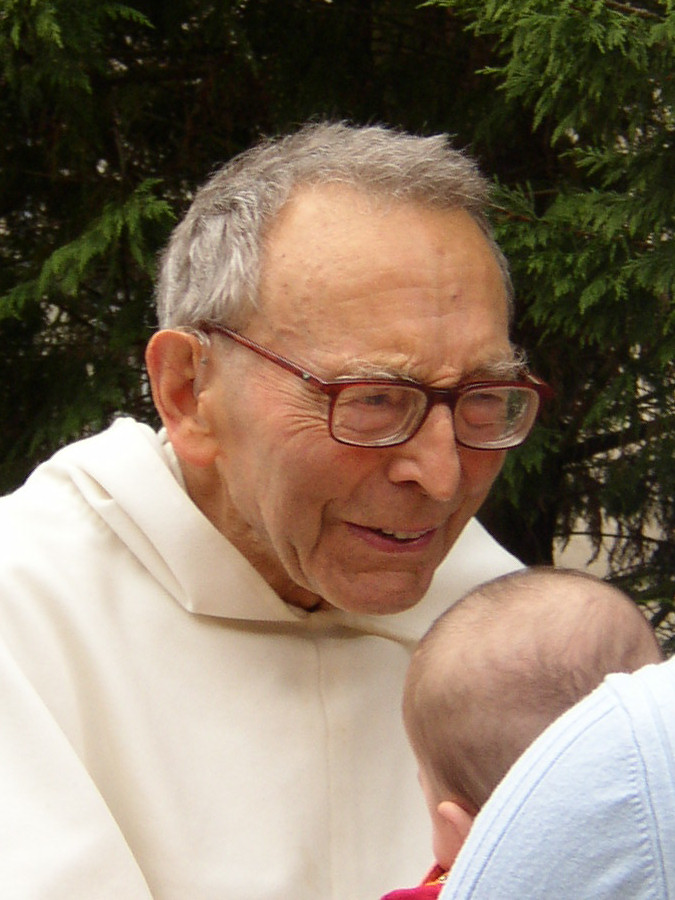
Marie-Dominique Philippe.

Après la reconnaissance officielle par les autorités de la communauté des agressions sexuelles de Marie-Dominique Philippe, en 2013, les frères de Saint-Jean ont engagé une réflexion communautaire afin de clarifier la relation avec leur fondateur.
La communauté s'est lancée dans un travail de discernement afin de permettre à chacun de « relire son histoire personnelle avec le père Philippe » ; ainsi la communauté veut « travailler sur l'enseignement du père Philippe, donc son héritage dans la pensée et les structures de la congrégation, et vérifier sa validité ». Sans renier l'héritage spirituel et intellectuel du fondateur, les frères de Saint-Jean ont accepté de faire le deuil d'une image parfois idéalisée. Les frères ont aussi rééquilibré leur formation avec plus d'intervenants extérieurs, une meilleure formation en psychologie, sur la chasteté et la vie sexuelle. Si la pensée et les écrits du père Philippe nourrissent toujours l'enseignement et la vie spirituelle, la communauté a pris une certaine distance critique et identifié certains manquements dans la formation qui ont pu favoriser les déviances en matières de mœurs.
Comme le souligne le père Thomas Joachim : « Les écrits du père Philippe ont été étudiés et, même à Rome, il n'a pas été trouvé d'éléments qui soient hors de l'enseignement de l'Église. Finalement, c'est un équilibre que nous avons remis en cause. » Son successeur, le père François-Xavier ira jusqu'à affirmer : « Notre fondateur ne peut pas être un modèle de vie religieuse ni de vie chrétienne pour nous, malgré le rôle qu'il a joué. »

### Accompagnement extérieur
La Congrégation pour les instituts de vie consacrée et les sociétés de vie apostolique nomme en septembre 2015 un commissaire pontifical pour « accompagner » la Communauté Saint-Jean dans son ensemble. Il s'agit de l'évêque émérite de Viviers, François Blondel. Il est précisé que son rôle « n'est pas de se substituer aux supérieurs généraux », mais d'aider la congrégation d'une part à améliorer la formation de ses membres et, d'autre part, à préciser son charisme et clarifier la relation à son fondateur.

### Travail sur la culture communautaire
Par des groupes de discussion, l'accompagnement de psychologues et des autorités de l'Église, la communauté travaille sur sa propre culture. « Si le travail intellectuel est fait, celui sur la culture communautaire est encore vivant. »
Parallèlement à la réforme de la formation, la communauté mène le même effort auprès de tous ses membres. À la lumière du travail accompli, de nombreux évêques en France, ont manifesté leur soutien à la congrégation. Le père Thomas, assure, quant à lui « envisager l'avenir avec espérance » : « On sent que progressivement, on évolue dans le bon sens. Alors que le risque, aujourd'hui, serait de manquer d'une certaine fierté d'appartenance au bon sens du terme, il faut aussi voir que nous avons de très belles choses, nous continuons d'apporter une bonne nouvelle, de faire du bien: donc corrigeons ce qui doit l'être mais n'oublions pas le don que Dieu a fait à notre communauté. »